# Éoures
Cet article concerne un quartier de Marseille. Pour la commune homophone des Hautes-Alpes, voir Éourres.

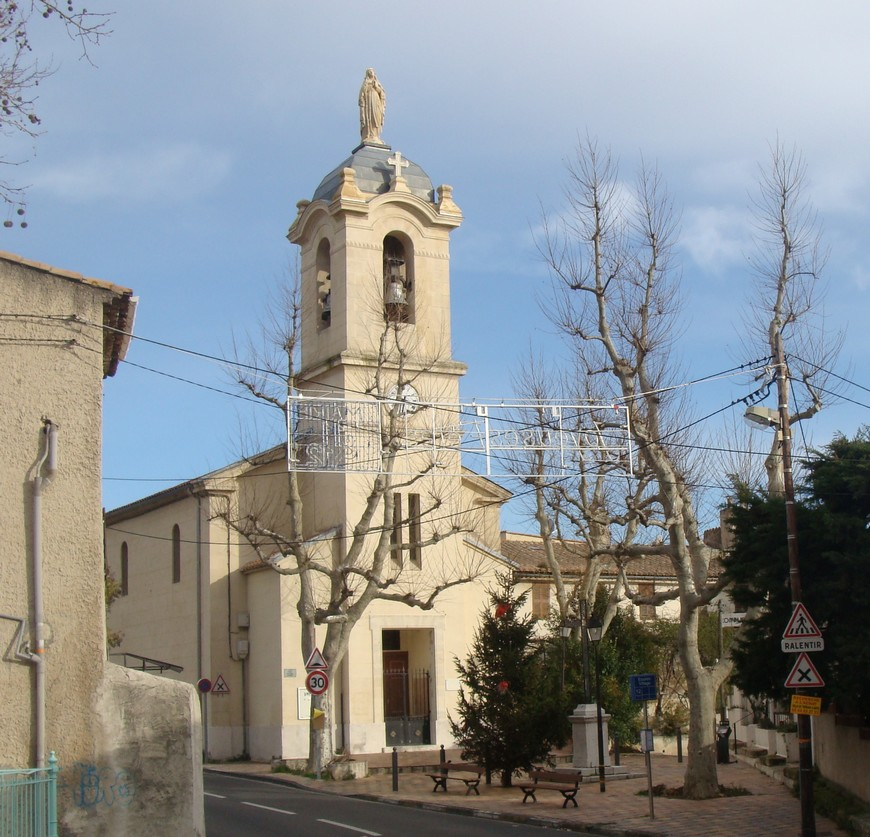

Éoures est un quartier de Marseille dans le 11e arrondissement. 
Marcel Pagnol y a situé et tourné les scènes initiales et finales de son film Le Schpountz (1938). 